# Wilhelm Viëtor
Wilhelm Viëtor, född 25 december 1850 i Nassau, död 22 september 1918 i Marburg, var en tysk filolog. 
Redan innan Viëtor avslutade sina universitetsstudier hade han vistats i England som lärare. Han undervisade därefter i olika tyska skolor, ledde en kort tid 1882 en uppfostringsanstalt i Friedrichsdorf i Taunus, var 1882–84 lektor i tyska vid det nyinrättade University College i Liverpool och från 1884 professor i engelsk filologi vid Marburgs universitet. 
Viëtor var särskilt betydelsefull genom den omfattande verksamhet som han utvecklade i syfte att reformera undervisningen i moderna språk i Tyskland och för att göra fonetikens resultat allmänt kända. Han ivrade även för tyska stavningsreformer. Han redigerade 1887–93 tidskriften "Phonetische Studien", därefter som en fortsättning av denna "Die neueren Sprachen" tillsammans med Franz Dörr och Adolf Rambeau. År 1886 återutgav Viëtor Christoph Friedrich Hellwags avhandling De formatione loquelæ från 1780.